# Milan Associazione Calcio 1971-1972
Questa voce raccoglie le informazioni riguardanti il Milan Associazione Calcio nelle competizioni ufficiali della stagione 1971-1972.

## Stagione

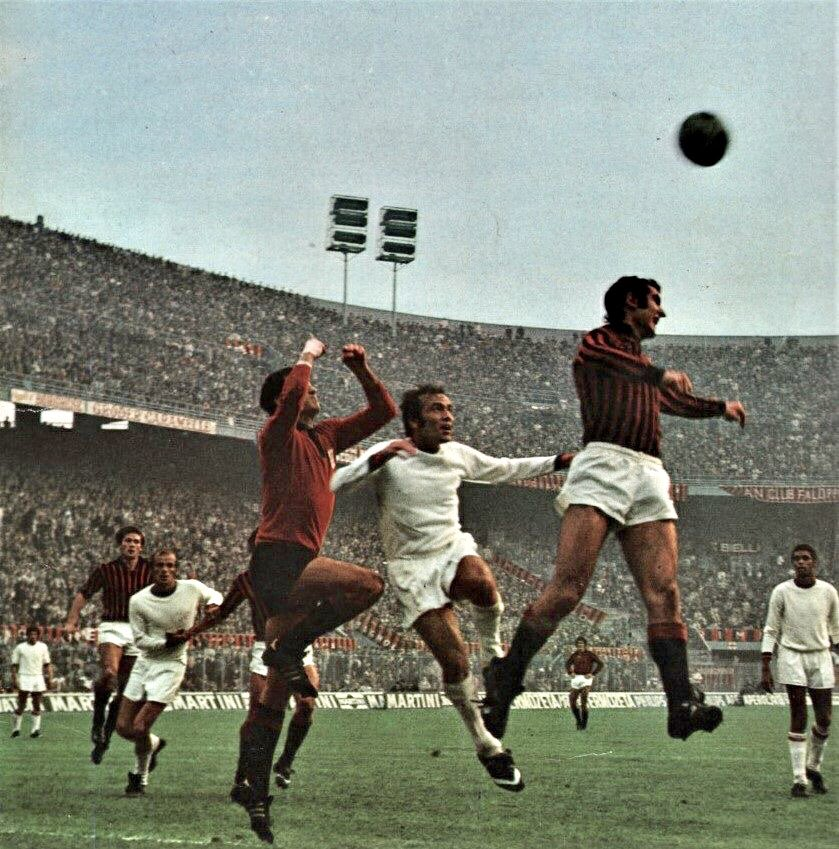
Il neoacquisto Alberto Bigon (in primo piano), miglior marcatore stagionale dei rossoneri, impegna il portiere cagliaritano, e futuro milanista, Enrico Albertosi nella sfida di San Siro del 14 novembre 1971.

Alla guida della squadra per la stagione 1971-1972 viene confermato Nereo Rocco. Durante il calciomercato arrivano Giuseppe Sabadini, Riccardo Sogliano e Alberto Bigon mentre, dopo 13 anni, lascia la società Giovanni Trapattoni, che chiude la carriera al Varese. Viene inoltre per la prima volta aggregato dalle giovanili il terzino Aldo Maldera, fratello minore di Luigi.
La stagione inizia con le 4 partite del girone del primo turno di Coppa Italia, dove il Milan ottiene 3 vittorie (con Monza, Novara e Mantova) e un pareggio (con il Catania) chiudendo il raggruppamento al primo posto a 7 punti e qualificandosi così al secondo turno, che si disputerà al termine della stagione nel mese di giugno.
In campionato il Milan nelle prime 15 giornate subisce solo una sola sconfitta contro la Juventus e chiude il girone di andata in 2ª posizione a quota 22 punti, 2 in meno dei bianconeri. Nel girone di ritorno i rossoneri perdono 3 partite e pareggiano lo scontro diretto con la Juventus riuscendo così a recuperare un solo punti ai bianconeri (anch'essi sconfitti in 4 occasioni durante il torneo) e concludono così il campionato al 2º posto a quota 42 punti, come il Torino,  non senza violente polemiche per un rigore assegnato contro i rossoneri a Cagliari il 12 marzo 1972 dall'arbitro Alberto Michelotti. L'unica conseguenza delle dichiarazioni avvelenate di Gianni Rivera sarà la squalifica del capitano. La difesa rossonera, con 17 reti subite, risulta la meno battuta di tutta la competizione.
In Coppa UEFA, denominazione assunta a partire da questa stagione dalla vecchia Coppa delle Fiere, dopo il passaggio gestionale alla confederazione europea, il Milan elimina nei trentaduesimi di finale i ciprioti del Digenis Akritas Morphou (4-0 all'andata a Milano e 3-0 nel ritorno a Trieste), nei sedicesimi di finale i tedeschi occidentali dell'Hertha Berlino (vittoria per 4-2 in casa e sconfitta per 2-1 in trasferta), negli ottavi di finale gli scozzesi del Dundee (vittoria per 3-0 in casa e sconfitta per 2-0 in trasferta) e nei quarti di finale i belgi del Lierse (2-0 a Milano e 1-1 a Lier). In semifinale i rossoneri affrontano gli inglesi del Tottenham, poi vincitore del trofeo, che passano il turno grazie alla vittoria per 2-1 ottenuta a Londra e al pareggio per 1-1 di San Siro. La semifinale (raggiunta anche nell'edizione 2001-2002) è il miglior piazzamento ottenuto dai Diavoli in questa competizione.
La stagione si conclude con le rimanenti partite di Coppa Italia: il Milan, nel girone con Torino, Inter e Juventus, ottiene 4 vittorie e 2 pareggi e si qualifica per la finale del 5 luglio 1972, dove affronta il Napoli. All'Olimpico di Roma i rossoneri battono i partenopei per 2-0 con un autogol di Panzanato e un gol di Rosato nel secondo tempo e conquistano così la loro 2ª Coppa Italia guadagnando anche la qualificazione alla Coppa delle Coppe 1972-1973.
Al termine della stagione c'è un altro cambio al timone della società: diventa presidente il petroliere spezzino Albino Buticchi.

## Divise
La divisa è una maglia a strisce verticali della stessa dimensione, rosse e nere, con pantaloncini bianchi e calzettoni neri con risvolto rosso. La divisa di riserva è una maglia bianca con colletto e bordi delle maniche rossi e neri, pantaloncini bianchi e calzettoni bianchi con risvolto nero e rosso.
| Casa | Trasferta |

## Organigramma societario[3]
Area direttiva
- Presidente: Federico Sordillo
- Vice presidente: Silvio Bonetti[17]
- Segretario: Antonio Bellocchio

Area tecnica
- Allenatore: Nereo Rocco
- Allenatore in seconda: Cesare Maldini

Area sanitaria
- Medici sociali: Giovanni Battista Monti, Pier Giovanni Scotti
- Massaggiatore: Carlo Tresoldi

## Rosa
| N. |                           | Ruolo | Calciatore                              |
| -- | ------------------------- | ----- | --------------------------------------- |
|    | Italia (bandiera)         | P     | Pierangelo Belli                        |
|    | Italia (bandiera)         | P     | Fabio Cudicini                          |
|    | Italia (bandiera)         | P     | Villiam Vecchi                          |
|    | Italia (bandiera)         | D     | Angelo Anquilletti                      |
|    | Italia (bandiera)         | D     | Cesare Cattaneo                         |
|    | Italia (bandiera)         | D     | Aldo Maldera                            |
|    | Italia (bandiera)         | D     | Luigi Maldera                           |
|    | Italia (bandiera)         | D     | Luciano Monticolo                       |
|    | Italia (bandiera)         | D     | Roberto Rosato                          |
|    | Italia (bandiera)         | D     | Giuseppe Sabadini                       |
|    | Germania Ovest (bandiera) | D     | Karl-Heinz Schnellinger (vice capitano) |
|    | Italia (bandiera)         | D     | Giulio Zignoli                          |

| N. |                   | Ruolo | Calciatore               |
| -- | ----------------- | ----- | ------------------------ |
|    | Italia (bandiera) | C     | Romeo Benetti            |
|    | Italia (bandiera) | C     | Giorgio Biasiolo         |
|    | Italia (bandiera) | C     | Guido Magherini          |
|    | Italia (bandiera) | C     | Gianni Rivera (capitano) |
|    | Italia (bandiera) | C     | Pier Paolo Scarrone      |
|    | Italia (bandiera) | C     | Riccardo Sogliano        |
|    | Italia (bandiera) | C     | Vincenzo Zazzaro         |
|    | Italia (bandiera) | A     | Alberto Bigon            |
|    | Italia (bandiera) | A     | Lino Golin               |
|    | Italia (bandiera) | A     | Pierino Prati            |
|    | Italia (bandiera) | A     | Carlo Tresoldi           |
|    | Italia (bandiera) | A     | Silvano Villa            |

## Calciomercato

### Sessione estiva
| Acquisti | Acquisti          | Acquisti     | Acquisti      |
| R.       | Nome              | da           | Modalità      |
| -------- | ----------------- | ------------ | ------------- |
| D        | Giuseppe Sabadini | Sampdoria    | definitivo    |
| D        | Nello Santin      | L.R. Vicenza | fine prestito |
| C        | Guido Magherini   | Lazio        | fine prestito |
| C        | Riccardo Sogliano | Varese       | definitivo    |
| A        | Alberto Bigon     | Foggia       | definitivo    |
| A        | Lino Golin        | Monza        | fine prestito |

| Cessioni | Cessioni            | Cessioni  | Cessioni   |
| R.       | Nome                | a         | Modalità   |
| -------- | ------------------- | --------- | ---------- |
| D        | Nello Santin        | Sampdoria | definitivo |
| C        | Roberto Casone      | Sampdoria | prestito   |
| C        | Giorgio Rognoni     | Foggia    | definitivo |
| C        | Giovanni Trapattoni | Varese    | definitivo |
| A        | Nestor Combin       | Metz      | definitivo |
| A        | Angelo Paina        | Taranto   | definitivo |

### Sessione autunnale
| Acquisti | Acquisti          | Acquisti  | Acquisti   |
| R.       | Nome              | da        | Modalità   |
| -------- | ----------------- | --------- | ---------- |
| D        | Luciano Monticolo | Catanzaro | definitivo |

| Cessioni | Cessioni        | Cessioni  | Cessioni   |
| R.       | Nome            | a         | Modalità   |
| -------- | --------------- | --------- | ---------- |
| D        | Cesare Cattaneo | Taranto   | definitivo |
| D        | Luigi Maldera   | Catanzaro | definitivo |

## Risultati

### Serie A

#### Girone di andata
| Arbitro: | Angonese (Mestre) |

|  |           |           |
|  | Marcatori | 28’ Prati |

| Arbitro: | Toselli (Cormons) |

|                |           |  |
| Bigon 27’, 61’ | Marcatori |  |

| Arbitro: | Lo Bello (Siracusa) |

|  |           |                             |
|  | Marcatori | 41’ Prati 72’ (rig.) Rivera |

| Arbitro: | Francescon (Padova) |

|           |           |                                          |
| Bigon 58’ | Marcatori | 16’, 28’ Bettega 39’ Causio 88’ Anastasi |

| Arbitro: | Barbaresco (Cormons) |

|  |           |                             |
|  | Marcatori | 38’ (rig.) Rivera 46’ Prati |

| Milano 14 novembre 1971 6ª giornata | Milan             | 0 – 0 referto | Cagliari | Stadio San Siro (48 128 spett.)\| Arbitro: \| Angonese (Mestre) \| |
| Arbitro:                            | Angonese (Mestre) |               |          |                                                                    |

| Arbitro: | Lo Bello (Siracusa) |

|                         |           |                          |
| Ghio 18’ Boninsegna 42’ | Marcatori | 2’, 85’ Bigon 30’ Rivera |

| Arbitro: | Serafino (Roma) |

|  |           |             |
|  | Marcatori | 87’ Panizza |

| Arbitro: | Pieroni (Roma) |

|  |           |               |
|  | Marcatori | 8’, 46’ Prati |

| Arbitro: | Lo Bello (Siracusa) |

|                          |           |  |
| Bigon 35’ Villa 82’, 83’ | Marcatori |  |

| Arbitro: | Trinchieri (Reggio Emilia) |

|               |           |  |
| Bigon 2’, 19’ | Marcatori |  |

| Torino 2 gennaio 1972 12ª giornata | Torino               | 0 – 0 referto | Milan | Stadio Comunale (32 323 spett.)\| Arbitro: \| Barbaresco (Cormons) \| |
| Arbitro:                           | Barbaresco (Cormons) |               |       |                                                                       |

| Napoli 9 gennaio 1972 13ª giornata | Napoli         | 0 – 0 referto | Milan | Stadio San Paolo (78 886 spett.)\| Arbitro: \| Pieroni (Roma) \| |
| Arbitro:                           | Pieroni (Roma) |               |       |                                                                  |

| Arbitro: | Mascali (Desenzano del Garda) |

|              |           |  |
| Sogliano 62’ | Marcatori |  |

| Catanzaro 23 gennaio 1972 15ª giornata | Catanzaro         | 0 – 0 referto | Milan | Stadio Comunale (16 624 spett.)\| Arbitro: \| Angonese (Mestre) \| |
| Arbitro:                               | Angonese (Mestre) |               |       |                                                                    |

#### Girone di ritorno
| Arbitro: | Calì (Roma) |

|                                                |           |                     |
| Benetti 48’ Villa 58’ Dellagiovanna 88’ (aut.) | Marcatori | 54’ (aut.) Sabadini |

| Arbitro: | Lattanzi (Roma) |

|                                           |           |  |
| Clerici 48’ (rig.) Anquilletti 54’ (aut.) | Marcatori |  |

| Arbitro: | Toselli (Cormons) |

|             |           |              |
| Benetti 54’ | Marcatori | 73’ Maraschi |

| Arbitro: | Lo Bello (Siracusa) |

|               |           |           |
| Salvadore 78’ | Marcatori | 32’ Bigon |

| Milano 27 febbraio 1972 20ª giornata | Milan           | 0 – 0 referto | Sampdoria | Stadio San Siro (32 173 spett.)\| Arbitro: \| Giunti (Arezzo) \| |
| Arbitro:                             | Giunti (Arezzo) |               |           |                                                                  |

| Arbitro: | Michelotti (Parma) |

|                         |           |           |
| Gori 6’ Riva 87’ (rig.) | Marcatori | 47’ Bigon |

| Arbitro: | Angonese (Mestre) |

|             |           |                |
| Benetti 53’ | Marcatori | 84’ Boninsegna |

| Mantova 26 marzo 1972 23ª giornata | Mantova             | 0 – 0 referto | Milan | Stadio Danilo Martelli (14 755 spett.)\| Arbitro: \| Francescon (Padova) \| |
| Arbitro:                           | Francescon (Padova) |               |       |                                                                             |

| Arbitro: | Pieroni (Roma) |

|           |           |  |
| Golin 46’ | Marcatori |  |

| Arbitro: | Angonese (Mestre) |

|                |           |                     |
| Cappellini 45’ | Marcatori | 47’ Bigon 64’ Golin |

| Arbitro: | Pieroni (Roma) |

|             |           |           |
| Mariani 51’ | Marcatori | 37’ Bigon |

| Arbitro: | Toselli (Cormons) |

|                    |           |  |
| Benetti 46’ (rig.) | Marcatori |  |

| Arbitro: | Angonese (Mestre) |

|                                  |           |  |
| Prati 14’ Villa 50’ Biasiolo 58’ | Marcatori |  |

| Arbitro: | Giunti (Arezzo) |

|  |           |           |
|  | Marcatori | 55’ Bigon |

| Arbitro: | Pieroni (Roma) |

|           |           |  |
| Bigon 23’ | Marcatori |  |

### Coppa Italia

#### Primo turno
| Arbitro: | Gussoni (Tradate) |

|  |           |           |
|  | Marcatori | 14’ Prati |

| Arbitro: | Ciacci (Firenze) |

|                        |           |  |
| Biasiolo 40’ Bigon 42’ | Marcatori |  |

| Arbitro: | Giunti (Arezzo) |

|                    |           |  |
| Prati 6’ Bigon 54’ | Marcatori |  |

| Arbitro: | Toselli (Cormons) |

|           |           |           |
| Baisi 47’ | Marcatori | 79’ Prati |

#### Secondo turno
| Torino 4 giugno 1972 1ª giornata - Gruppo A | Torino          | 0 – 0 | Milan | Stadio Comunale (23 706 spett.)\| Arbitro: \| Menegali (Roma) \| |
| Arbitro:                                    | Menegali (Roma) |       |       |                                                                  |

| Arbitro: | Gonella (Torino) |

|              |           |  |
| Sabadini 43’ | Marcatori |  |

| Arbitro: | Toselli (Cormons) |

|  |           |           |
|  | Marcatori | 27’ Prati |

| Arbitro: | Pieroni (Roma) |

|                    |           |          |
| Benetti 68’ (rig.) | Marcatori | 25’ Puia |

| Arbitro: | Bernardis (Trieste) |

|  |           |           |
|  | Marcatori | 28’ Bigon |

| Arbitro: | Giunti (Arezzo) |

|                                          |           |                          |
| Rivera 13’ (rig.), 73’ Piloni 18’ (aut.) | Marcatori | 34’ Novellini 44’ Haller |

#### Finale
| Arbitro: | Toselli (Cormons) |

|                                 |           |  |
| Panzanato 49’ (aut.) Rosato 78’ | Marcatori |  |

### Coppa UEFA
| Arbitro: | Cassar Naudi |

|                                        |           |  |
| Villa 32’, 60’ Magherini 34’ Golin 50’ | Marcatori |  |

| Arbitro: | Stavrev |

|  |           |                           |
|  | Marcatori | 11’, 77’ Villa 65’ Rivera |

| Arbitro: | Marschall |

|                                         |           |                           |
| Prati 41’, 85’ Benetti 62’ Biasiolo 65’ | Marcatori | 15’ Steffenhagen 51’ Beer |

| Arbitro: | Carpenter |

|                      |           |           |
| Horr 15’ (rig.), 89’ | Marcatori | 13’ Bigon |

| Arbitro: | Michas |

|                                           |           |  |
| Rivera 14’ Stewart 50’ (aut.) Benetti 71’ | Marcatori |  |

| Arbitro: | Wurtz |

|                        |           |  |
| Wallace 39’ Duncan 74’ | Marcatori |  |

| Arbitro: | Babacan |

|                             |           |  |
| Rivera 30’ (rig.) Bigon 43’ | Marcatori |  |

| Arbitro: | Ortiz de Mendibil |

|                     |           |           |
| Vermeyen 86’ (rig.) | Marcatori | 47’ Villa |

| Arbitro: | Medina |

|                   |           |             |
| Perryman 33’, 64’ | Marcatori | 25’ Benetti |

| Arbitro: | Loraux |

|                   |           |            |
| Rivera 69’ (rig.) | Marcatori | 7’ Mullery |

## Statistiche

### Statistiche di squadra
| Competizione | Punti | In casa | In casa | In casa | In casa | In casa | In casa | In trasferta | In trasferta | In trasferta | In trasferta | In trasferta | In trasferta | Totale | Totale | Totale | Totale | Totale | Totale | DR  |
| Competizione | Punti | G       | V       | N       | P       | Gf      | Gs      | G            | V            | N            | P            | Gf           | Gs           | G      | V      | N      | P      | Gf     | Gs     | DR  |
| ------------ | ----- | ------- | ------- | ------- | ------- | ------- | ------- | ------------ | ------------ | ------------ | ------------ | ------------ | ------------ | ------ | ------ | ------ | ------ | ------ | ------ | --- |
| Serie A      | 42    | 15      | 9       | 4       | 2       | 20      | 8       | 15           | 7            | 6            | 2            | 16           | 9            | 30     | 16     | 10     | 4      | 36     | 17     | +19 |
| Coppa Italia | -     | 5       | 4       | 1       | 0       | 9       | 3       | 5            | 3            | 2            | 0            | 4            | 1            | 11     | 8      | 3      | 0      | 15     | 4      | +11 |
| Coppa UEFA   | -     | 5       | 4       | 1       | 0       | 14      | 3       | 5            | 1            | 1            | 3            | 6            | 7            | 10     | 5      | 2      | 3      | 20     | 10     | +10 |
| Totale       | -     | 25      | 17      | 6       | 2       | 43      | 14      | 25           | 11           | 9            | 5            | 26           | 17           | 51     | 29     | 15     | 7      | 71     | 31     | +40 |

### Statistiche dei giocatori[26][27]
N.B.: I cartellini gialli e rossi vennero introdotti a partire dal Campionato mondiale di calcio 1970, mentre i giocatori potevano già essere allontanati dal campo per grave fallo di gioco o condotta violenta. Durante la stagione fu allonato dal campo due volte Sogliano (una in campionato e una in Coppa UEFA).
| Giocatore       | Serie A  | Serie A | Coppa Italia | Coppa Italia | Coppa UEFA | Coppa UEFA | Totale   | Totale |
| Giocatore       | Presenze | Reti    | Presenze     | Reti         | Presenze   | Reti       | Presenze | Reti   |
| --------------- | -------- | ------- | ------------ | ------------ | ---------- | ---------- | -------- | ------ |
| A. Anquilletti  | 28       | 0       | 10           | 0            | 10         | 0          | 48       | 0      |
| P. Belli        | 0        | -0      | 0            | -0           | 0          | -0         | 0        | -0     |
| R. Benetti      | 29       | 4       | 7            | 1            | 9          | 3          | 45       | 8      |
| G. Biasiolo     | 20       | 1       | 8            | 1            | 6          | 1          | 34       | 3      |
| A. Bigon        | 29       | 14      | 11           | 3            | 8          | 2          | 48       | 19     |
| C. Cattaneo     | 0        | 0       | 0            | 0            | 0          | 0          | 0        | 0      |
| F. Cudicini     | 30       | -17     | 10           | -2           | 10         | -10        | 50       | -29    |
| L. Golin        | 9        | 2       | 7            | 0            | 5          | 1          | 21       | 3      |
| G. Magherini    | 2        | 0       | 6            | 0            | 1          | 1          | 9        | 1      |
| A. Maldera      | 1        | 0       | 1            | 0            | 0          | 0          | 2        | 0      |
| L. Maldera      | 0        | 0       | 1            | 0            | 3          | 0          | 4        | 0      |
| L. Monticolo    | 1        | 0       | 1            | 0            | 0          | 0          | 2        | 0      |
| P. Prati        | 21       | 6       | 11           | 4            | 7          | 2          | 39       | 12     |
| G. Rivera       | 23       | 3       | 6            | 2            | 8          | 4          | 37       | 9      |
| R. Rosato       | 21       | 1       | 9            | 1            | 5          | 0          | 35       | 2      |
| G. Sabadini     | 29       | 0       | 11           | 1            | 10         | 0          | 50       | 1      |
| P. Scarrone     | 2        | 0       | 3            | 0            | 2          | 0          | 7        | 0      |
| K. Schnellinger | 26       | 0       | 10           | 0            | 9          | 0          | 45       | 0      |
| R. Sogliano     | 28       | 1       | 9            | 0            | 7          | 0          | 44       | 1      |
| C. Tresoldi     | 0        | 0       | 1            | 0            | 0          | 0          | 1        | 0      |
| V. Vecchi       | 1        | -0      | 1            | -2           | 0          | -0         | 2        | -2     |
| S. Villa        | 18       | 4       | 5            | 0            | 7          | 5          | 30       | 9      |
| V. Zazzaro      | 11       | 0       | 0            | 0            | 5          | 0          | 16       | 0      |
| G. Zignoli      | 20       | 0       | 7            | 0            | 8          | 0          | 35       | 0      |